# Maiji
Maiji är ett stadsdistrikt i Tianshuis stad på prefekturnivå i provinsen Gansu i nordvästra Kina.
Maiji är indelat i tre stadsdelsdistrikt och 17 köpingar.
Stadsdelsdistrikt (jiedao):

- Beidaobu (北道埠街道)
- Daobei (道北街道)
- Qiaonan (桥南街道)

Köpingar (zhen):

- Boyang (伯阳镇)
- Dangchuan (党川镇)
- Dongcha (东岔镇)
- Ganquan (甘泉镇)
- Huaniu (花牛镇)
- Hupo (琥珀镇)
- Liqiao (利桥镇)
- Maiji (麦积镇)
- Mapaoquan (马跑泉镇)
- Sancha (三岔镇)
- Shetang (社棠镇)
- Shifo (石佛镇)
- Weinan (渭南镇)
- Wulong (五龙镇)
- Xinyang (新阳镇)
- Yuanlong (元龙镇)
- Zhongtan (中滩镇)